# Њуманстаун (Пенсилванија)
Њуманстаун (енгл. Newmanstown) насељено је место без административног статуса у америчкој савезној држави Пенсилванија.

## Демографија
По попису из 2010. године број становника је 2.478, што је 942 (61,3%) становника више него 2000. године.
| Група             | 2000.         | 2010.         |
| Белци             | 1.488 (96,9%) | 2.363 (95,4%) |
| Афроамериканци    | 8 (0,5%)      | 20 (0,8%)     |
| Азијати           | 4 (0,3%)      | 10 (0,4%)     |
| Хиспаноамериканци | 24 (1,6%)     | 75 (3,0%)     |
| Укупно            | 1.536         | 2.478         |